# Брудзино
Брудзино (пол. Brudzyno) — село в Польщі, у гміні Старожреби Плоцького повіту Мазовецького воєводства.
Населення — 102 особи (2011).
У 1975-1998 роках село належало до Плоцького воєводства.

## Демографія
Демографічна структура станом на 31 березня 2011 року:
|          | Загалом | Допрацездатний вік | Працездатний вік | Постпрацездатний вік |
| -------- | ------- | ------------------ | ---------------- | -------------------- |
| Чоловіки | 49      | 13                 | 33               | 3                    |
| Жінки    | 53      | 13                 | 33               | 7                    |
| Разом    | 102     | 26                 | 66               | 10                   |